# Szkoła Policji w Słupsku
Szkoła Policji w Słupsku – centrum szkoleniowe Policji utworzone 10 sierpnia 1990 r., z przekształcenia dotychczasowego zaplecza szkoleniowego Milicji Obywatelskiej.

## Historia
Historia szkoły rozpoczęła się 28 maja 1945, kiedy ówczesny Komendant Główny Milicji Obywatelskiej na mocy rozkazu nr 99 powołał do życia z dniem 1 czerwca 1945 Centrum Wyszkolenia MO w Słupsku. W pierwszych latach działalności w Słupsku znajdowała się Szkoła Oficerska, Szkoła Przewodników Psów Służbowych oraz Szkoła Szeregowych. W późniejszych latach, po reorganizacji Centrum Wyszkolenia, w 1954 szkolenie oficerów przeniesiono do Szczytna, szkolenie milicjantów pionu kryminalnego – do Piły, zaś w 1949 szkolenie psów służbowych – do Sułkowic.
Wielokrotnie zmieniano nazwy zasadniczej placówki szkoleniowej Centrum:
- 1945–1947 – Ogólnopaństwowa Szkoła Szeregowych
- 1947–1954 – Szkoła Podoficerska MO
- 1954–1957 – Ośrodek Szkolenia Szeregowych Milicji Obywatelskiej (OSSMO)
- 1957–1985 – Szkoła Podoficerska Milicji Obywatelskiej (SPMO)
- 1985–1990 – Szkoła Milicji Obywatelskiej (SMO)

Uchwałą Rady Państwa w 1974 Szkoła Podoficerska MO w Słupsku została odznaczona Orderem Sztandaru Pracy II klasy za osiągnięcia w szkoleniu i doskonaleniu kadr oraz za udział w utrwalaniu ładu, porządku i w zagospodarowaniu Wybrzeża Środkowego.
W 1990 Milicję Obywatelską przekształcono w Policję, a Szkoła Milicji Obywatelskiej w Słupsku stała się Szkołą Policji i zachowała swój merytoryczny profil – nadal specjalizuje się w kształceniu policjantów służby prewencyjnej.
Od 1945 szkoła w Słupsku wykształciła na różnego rodzaju kursach około ćwierć miliona absolwentów.

## Struktura organizacyjna
- Zakład Prewencji i Ruchu Drogowego
- Zakład Służby Kryminalnej
- Zakład Wyszkolenia Strzeleckiego
- Zakład Interwencji Policyjnych
- Zakład Ogólnozawodowy
- Wydział Organizacji i Dowodzenia
- Studium Wsparcia Dydaktycznego
- Wydział Kadr
- Wydział Prezydialny
- Wydział Bezpieczeństwa Informacji
- Jednoosobowe Stanowisko do spraw Kontroli
- Jednoosobowe Stanowisko do spraw Bezpieczeństwa i Higieny Pracy
- Jednoosobowe Stanowisko do spraw Prawnych
- Wydział Finansów
- Wydział Inwestycji i Remontów
- Wydział Zaopatrzenia i Transportu
- Wydział Teleinformatyki
- Sekcja Żywnościowa

## Komendanci[2]

### Centrum Wyszkolenia Milicji Obywatelskiej
- 1945–1947 – płk Jan Płotnicki
- 1947–1950 – ppłk Marian Rybicki
- 1950–1954 – ppłk Czesław Kurpias

### Szkoła Podoficerska Milicji Obywatelskiej
- 1954–1963 – mjr Bolesław Piwowar
- 1963–1989 – płk Karol Kubalica

### Szkoła Milicji Obywatelskiej
- 1989–1990 – płk Jan Rudzki

### Szkoła Policji
- 1990 – insp. Zdzisław Machura
- 1990–1992 – insp. dr Stanisław Koebcke
- 1992–1997 – insp. dr Edward Sobków
- 1998–2004 – insp. Zbigniew Rosiak
- 2004–2008 – insp. dr Stanisław Bukowski
- 2008–2012 – insp. Jacenty Bąkiewicz
- 2012–2020 – insp. Jacek Gil[3]
- od 2020 - insp. Piotr Cekała

## Siedziba
Szkoła mieści się w wydzielonym i zamkniętym fragmencie miasta, położonym pomiędzy ul. Jana Kilińskiego i Tadeusza Kościuszki kompleksie kilkudziesięciu budynków m.in. po byłej niemieckiej szkole żeńskiej (Lessingschule) z 1929, lazarecie z lat 30 XX w. oraz kilkunastu willach.